# Gare de la chaussée de Louvain
Ne doit pas être confondu avec Gare de Louvain ou Gare de Louvain-la-Neuve.
La gare de la chaussée de Louvain (en néerlandais : station Leuvensesteenweg) ou gare de Saint-Josse-ten-Noode, est un ancien point d'arrêt de la ligne 161 (Bruxelles - Namur). Les quais, à ciel ouvert, sont situés entre l'entrée nord du tunnel Schuman et l'entrée sud du tunnel Deschanel. C'est une des rares gares en Belgique avec les gares d'Etterbeek, de Cerfontaine et de Verviers à être construite sur passerelle.
Elle abrite aujourd'hui la Jazz Station où est organisé le festival Saint-Jazz-ten-Noode.

## Situation ferroviaire
La gare de la chaussée de Louvain, partiellement souterraine, est située au point kilométrique (PK) 5,100[réf. nécessaire] de la ligne 161, de Schaerbeek à Namur entre les gares ouvertes de Schaerbeek ou Bruxelles-Nord et de Bruxelles-Luxembourg. Entre Bruxelles-Nord et Schuman s'intercalaient les anciennes gares de la Rue des Palais, de la Rue Royale Sainte-Marie, de la Rue Rogier et de la Chaussée de Louvain.
Située dans une tranchée en grande partie mise en souterrain au début des années 1950, elle ne possédait que deux voies à quai.
| Gare précédente |                     | Gare suivante     |
| --------------- | ------------------- | ----------------- |
| Rue Rogier      | Chaussée de Louvain | Bruxelles-Schuman |

## Histoire

### La gare de 1865
Une première halte ouvre en mai 1865 au niveau du passage à niveau entre le Chemin de fer de ceinture Est et la chaussée de Louvain. L'emplacement de cette première halte est visible sur le plan de Bruxelles et ses environs, réalisé en 1881. La gare, alors appelée « Station de Saint-Josse-ten-Noode » est à l'air libre et ne possède, en dehors des deux voies de la ligne, aucune voie de garage.
Dès les années 1870, les communes de Saint-Josse-ten-Noode et de Schaerbeek réclament la mise en souterrain du chemin de fer, finalement, au début des années 1880, il est décidé de déplacer la ligne sous le boulevard Clovis. L'ancien tracé entre le Square Ambiorix et la rue de la Consolation disparaît, permettant de créer la rue John Waterloo Wilson et l'avenue Georges Petre.

### La gare de 1884
Une nouvelle gare est alors réalisée sur le nouveau tracé entre 1884 et 1885 à l'intersection de la chaussée de Louvain. Un beau bâtiment de style néo-renaissance flamande y est érigé en surplomb des voies. La nouvelle ligne est en tranchée, rapidement couverte entre la chaussée de Louvain et le Square Ambiorix.
Le reste de la ligne entre la rue Belliard et la rue de la Consolation sera progressivement voûté à son tour, ne laissant à l'air libre qu'une courte tranchée ainsi que les quais de la gare de la chaussée de Louvain.
La concurrence d'autres modes de transports et la gêne occasionnée aux trains directs par les trains de banlieue à arrêts fréquents conduisent à la fermeture définitive de cette gare en 1924. Jusqu'à la réouverture de la gare de Bruxelles-Schuman en 1969, il n'y aura plus une seule gare ouverte entre Bruxelles-Luxembourg et Schaerbeek ou Bruxelles-Nord.
Dans les années 1950, il fut envisagé de démolir la gare et de recouvrir complètement les voies jusqu'à la chaussée de Louvain, créant une liaison entre le boulevard Clovis et le boulevard des Quatre Journées. Une première étape est réalisée en 1952 avec la couverture d'une partie des anciens quais créant le square Felix Delhaye. La gare et les immeubles avoisinants ne seront cependant jamais démolis.
Le bâtiment de la gare est finalement classé en 1996.

### Reconversion
Son bâtiment fait l’objet d’usages divers après sa fermeture au service des trains. Il est utilisé par un garage Toyota dans les années 1980 puis un loueur de voitures.
En 2005, les locaux vides sont rénovés pour accueillir la Jazz Station, un club de jazz avec salle de concerts, expos et cours de musique occupant tout le rez-de-chaussée de la gare.
À proximité de l'ancienne gare, rue Wauwermans, une salle de spectacle polyvalente appelée la Station des Rêveurs est accolée à la tranchée des voies, son nom rappelle la vocation ferroviaire de cet ancien bâtiment.

### Projet de réouverture
Dans le cadre de la création du Réseau express régional bruxellois (RER), la remise en service de cette ancienne halte est un projet proposé par la région de Bruxelles-Capitale, mais cette réouverture n'a pas encore été confirmée par la SNCB. En 2012, le dossier n'est pas totalement clos et une étude « médiatrice » souligne l'intérêt potentiel de cet arrêt.

## Galerie de photos

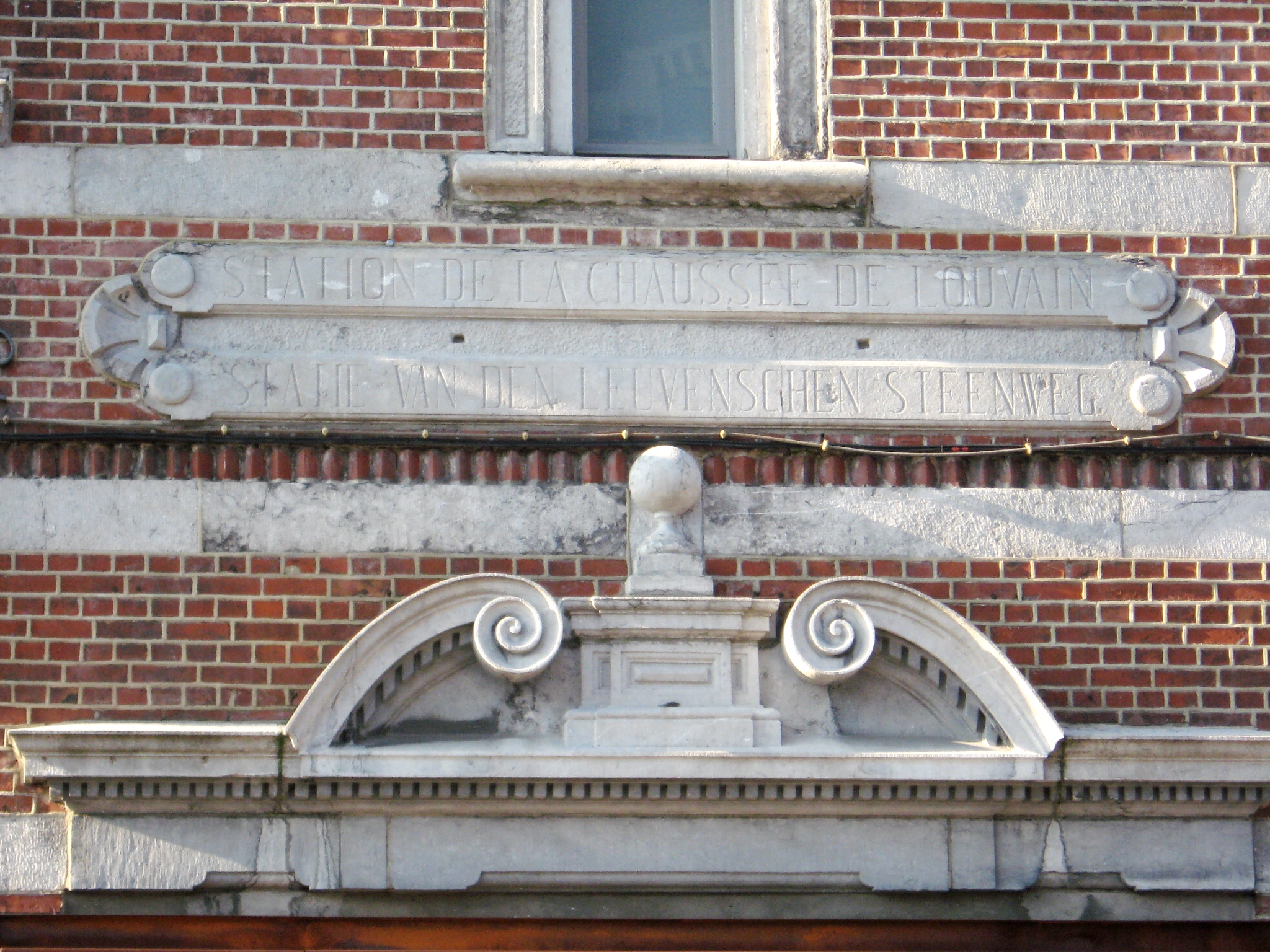
Ancien nom
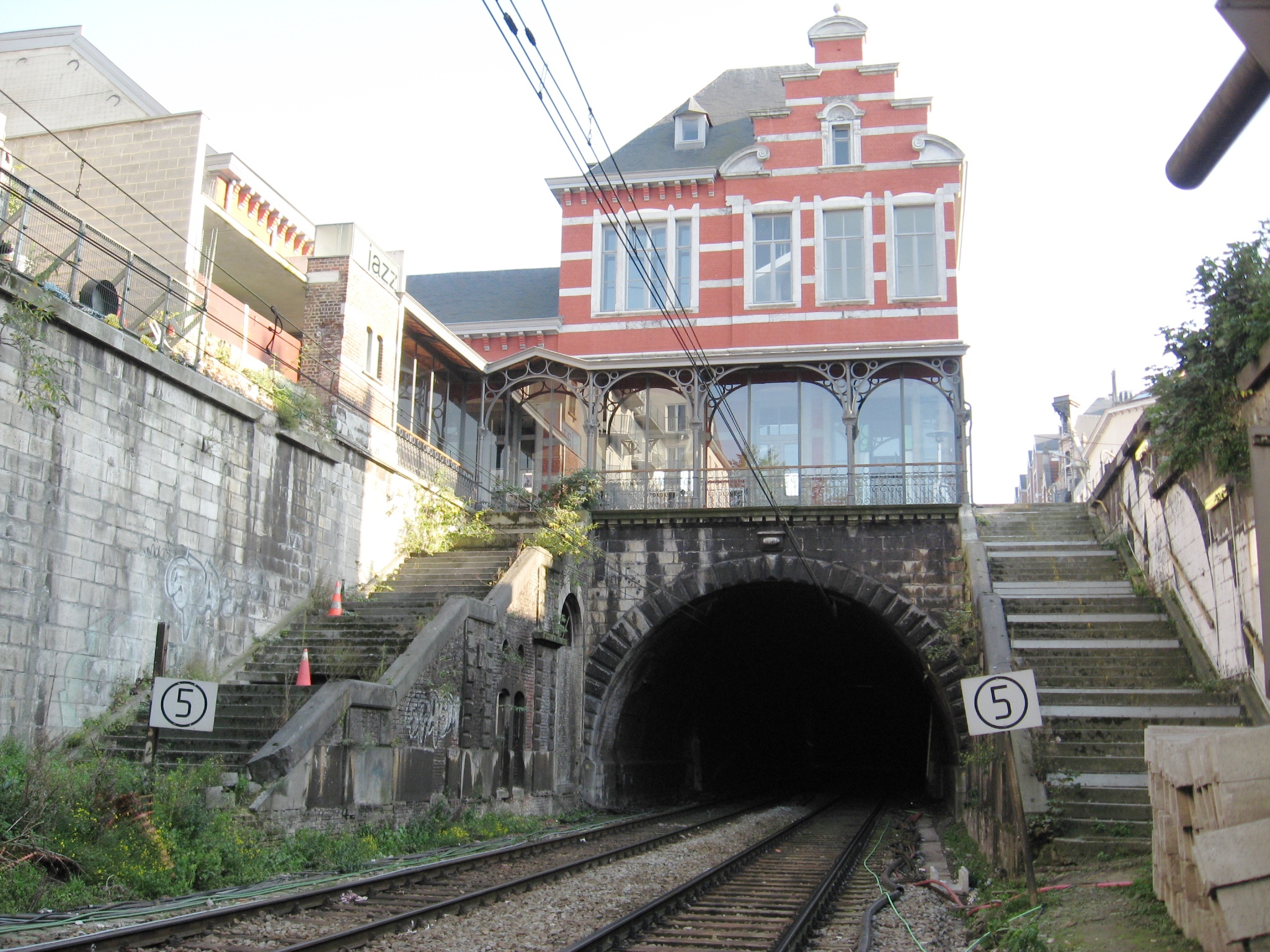
Façade arrière